# Nowa Akwitania
Nowa Akwitania (fr. Nouvelle-Aquitaine, wymowaⓘ) – region administracyjny Francji, ustanowiony z dniem 1 stycznia 2016 pod tymczasową nazwą Akwitania-Limousin-Poitou-Charentes (fr. Aquitaine-Limousin-Poitou-Charentes), odzwierciedlającą nazwy łączonych regionów Akwitania, Limousin i Poitou-Charentes (nazwa Nouvelle-Aquitaine przyjęta została we wrześniu tego samego roku).
Stolicą jest Bordeaux.

## Podział administracyjny

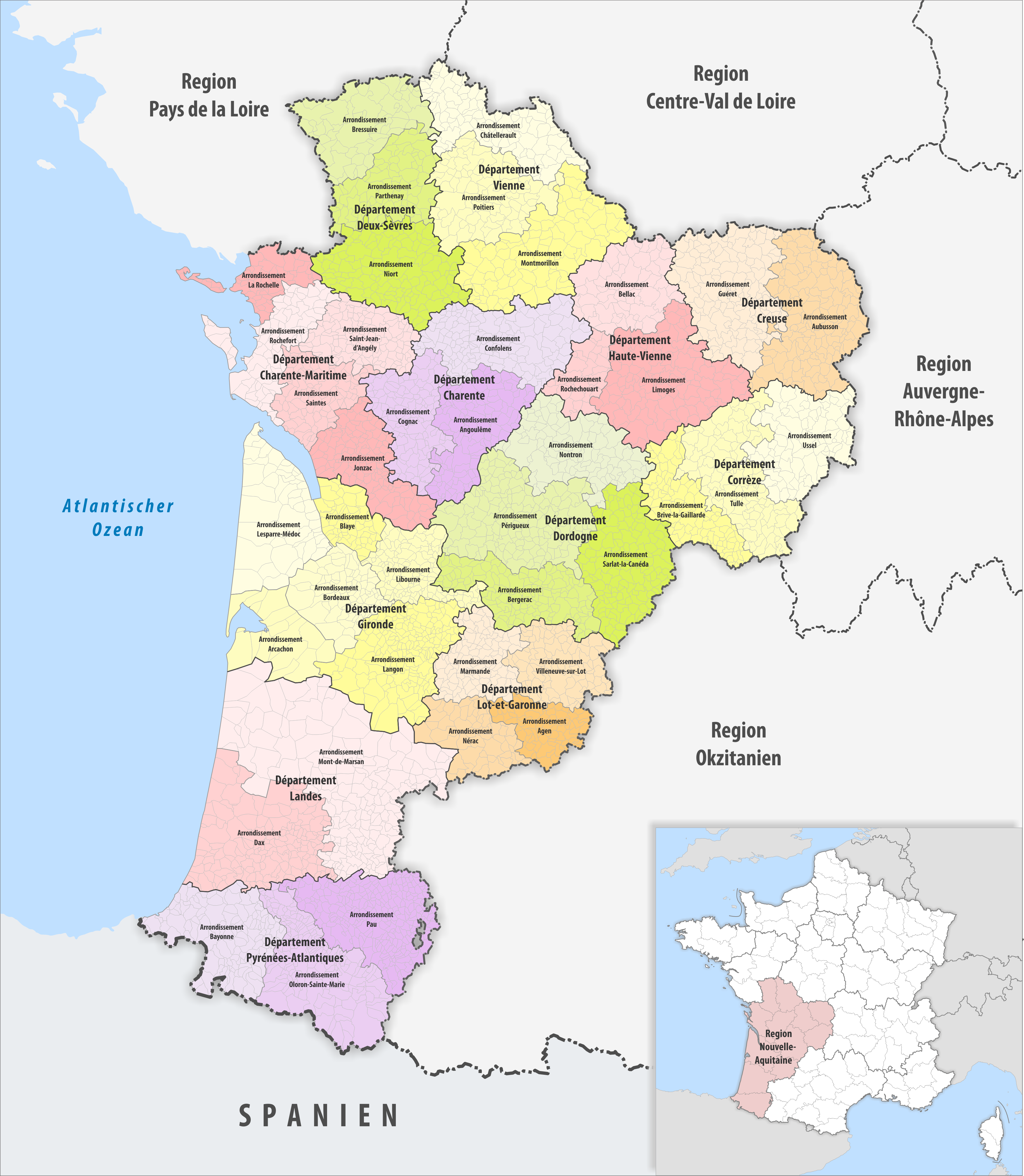
Podział regionu na departamenty i okręgi (arrondissement)

W skład regionu wchodzi 12 departamentów:

- Charente
- Charente-Maritime
- Corrèze
- Creuse
- Deux-Sèvres
- Dordogne
- Haute-Vienne
- Landy (Landes)
- Lot i Garonna (Lot-et-Garonne)
- Pireneje Atlantyckie (Pyrénées-Atlantiques)
- Vienne
- Żyronda (Gironde)

## Miejscowości
Największe miejscowości regionu (w nawiasach liczba ludności w 2020 roku):

- Bordeaux (259 809)
- Limoges (130 592)
- Poitiers (90 033)
- La Rochelle (77 210)
- Pau (75 665)
- Mérignac (74 009)
- Pessac (65 866)
- Niort (58 966)
- Bajonna (Bayonne, 52 006)
- Brive-la-Gaillarde (45 910)
- Talence (44 359)
- Angoulême (41 407)
- Anglet (40 310)
- Villenave-d’Ornon (38 444)
- Saint-Médard-en-Jalles (32 357)
- Agen (32 214)
- Châtellerault (31 573)
- Bègles (30 543)
- Mont-de-Marsan (29 953)
- Périgueux (29 255)
- Bergerac (26 360)
- La Teste-de-Buch (26 269)
- Cenon (26 047)
- Biarritz (25 885)
- Gradignan (25 871)
- Saintes (25 412)
- Libourne (24 432)
- Eysines (24 202)
- Le Bouscat (24 006)
- Rochefort (23 410)
- Lormont (22 913)
- Gujan-Mestras (22 036)
- Villeneuve-sur-Lot (21 690)
- Dax (21 044)